# Patrick Friesacher

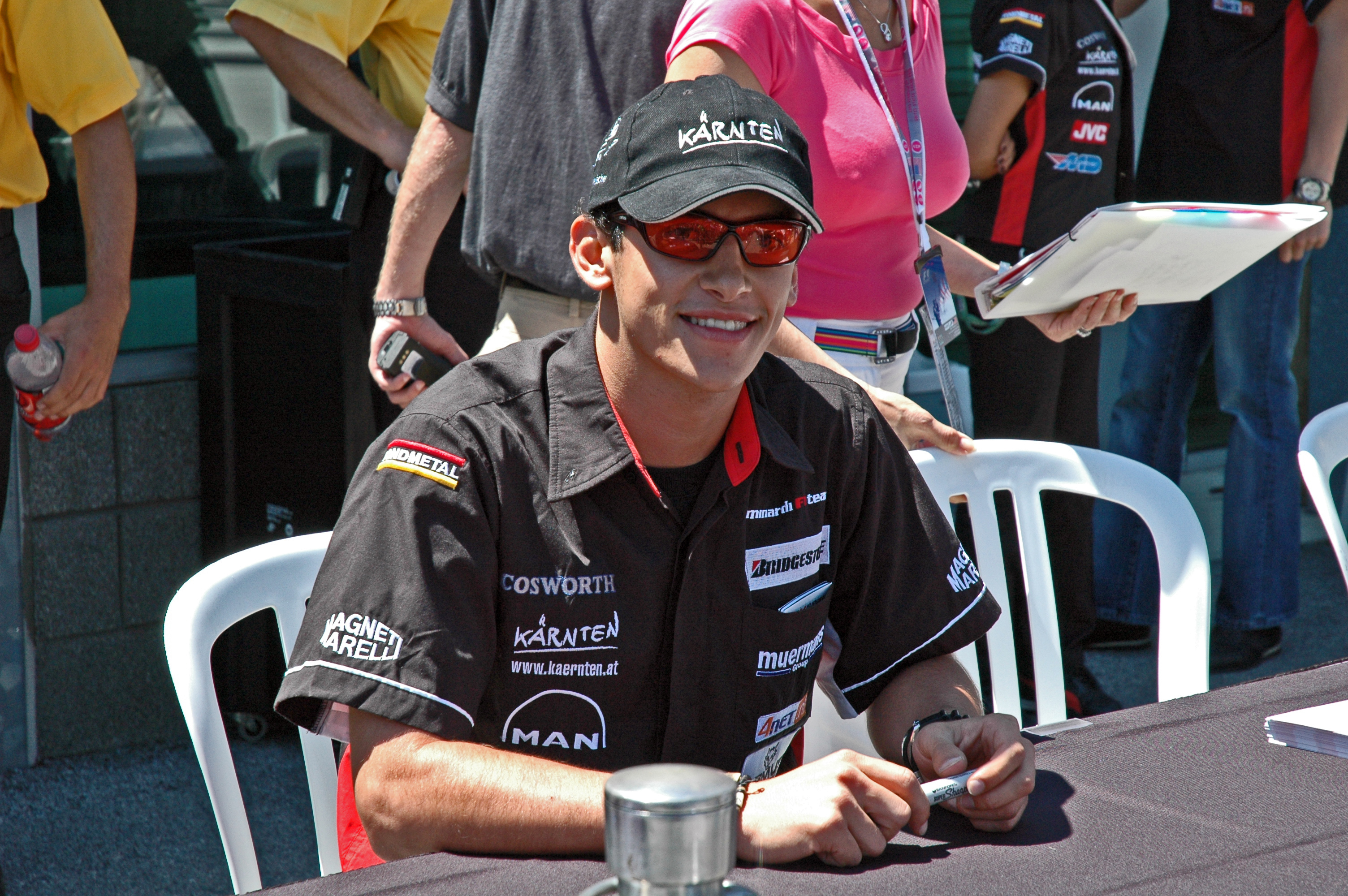
Patrick Friesacher

Patrick Friesacher (Wolfsberg, 20 september 1980) is een Oostenrijkse Formule 1-coureur, die voor het Minardi-team reed in de eerste helft van 2005.
Friesacher begon op jonge leeftijd met karten. In 1998 stapte hij over naar de Franse Formule Campus, waarin hij derde werd. In 1999 reed hij de Franse Formule 3 B-klasse en in 2000 de Duitse Formule 3.
In 2001 stapte Friesacher over naar de Formule 3000 waarin hij drie top-zes plaatsen scoorde voor het Red Bull Junior Racing team. Hij bleef de volgende twee seizoenen bij Red Bull, waarbij hij een wedstrijd op de Hungaroring won. Later in 2003 won hij nog een race (weer in Hongarije) bij de Super Nova wedstrijd, voor het Coloni-team.
In november 2004 kon Friesacher testen voor het Minardi team op het Misano Adriatico circuit in Italië. Hij maakte hierbij indruk op teambaas Paul Stoddart. Op 14 februari 2005 tekende Friesacher een contract om als tweede coureur van Minardi te rijden naast de Nederlande Christijan Albers, die ook al een grote concurrent van Friesacher was bij de Formule 3000. In de Minardi scoorde Friesacher drie WK-punten, toen hij bij de Grand Prix van de Verenigde Staten in 2005 als zesde en laatste finishte in de beruchte wedstrijd waarin zeven teams niet vertrokken omdat hun veiligheid door bandenleverancier Michelin niet gegarandeerd kon worden.
Op 19 juli 2005 werd bekend dat de sponsors van Friesacher hun verplichtingen jegens Minardi niet waren nagekomen. Friesacher werd hierop aan de kant geschoven en vervangen door de Nederlander Robert Doornbos.
In augustus 2008 raakte Friesacher, officieel testcoureur voor de A1GP serie, tijdens een test op het circuit van Magnycours geblesseerd aan zijn rug. Nadat de achterwielophanging van zijn Ferrari het begaf in de bocht van het circuit van Estoril, crashte zijn wagen. Bij deze crash verbrijzelde de ongelukkige Oostenrijker drie ruggenwervels. 